# Jozef Miština
Jozef Miština es un deportista eslovaco que compitió en esquí alpino adaptado. Ganó ocho medallas en los Juegos Paralímpicos de Invierno en los años 1994 y 1998.

## Palmarés internacional
| Juegos Paralímpicos | Juegos Paralímpicos   | Juegos Paralímpicos | Juegos Paralímpicos       |
| Año                 | Lugar                 | Medalla             | Prueba                    |
| ------------------- | --------------------- | ------------------- | ------------------------- |
| 1994                | Lillehammer (Noruega) | Medalla de plata    | Descenso LW1/3            |
| 1994                | Lillehammer (Noruega) | Medalla de plata    | Eslalon LW1/3             |
| 1994                | Lillehammer (Noruega) | Medalla de plata    | Eslalon gigante LW1/3     |
| 1994                | Lillehammer (Noruega) | Medalla de bronce   | Supergigante LW1/3        |
| 1998                | Nagano (Japón)        | Medalla de plata    | Eslalon LW1,3,5/7         |
| 1998                | Nagano (Japón)        | Medalla de plata    | Eslalon gigante LW1,3,5/7 |
| 1998                | Nagano (Japón)        | Medalla de bronce   | Descenso LW1,3,5/7        |
| 1998                | Nagano (Japón)        | Medalla de bronce   | Supergigante LW1,3,5/7    |